# Masi-Manimba
Masi-Manimba eller Masimanimba är ett territorium i Kongo-Kinshasa. Det ligger i provinsen Kwilu, i den västra delen av landet, 290 km öster om huvudstaden Kinshasa.